# Dorfkirche Mertensdorf

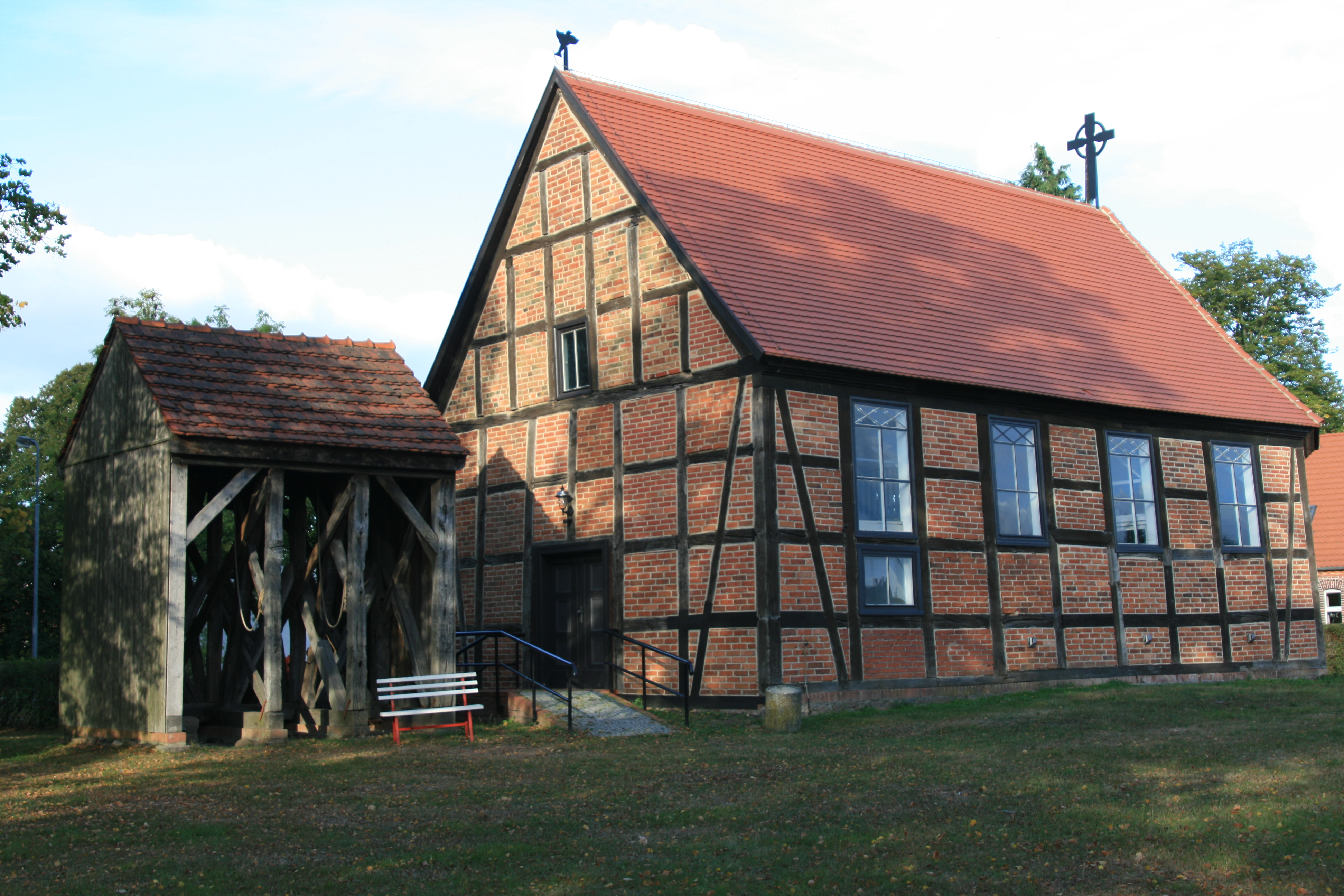
Dorfkirche Mertensdorf

Die evangelische, denkmalgeschützte Dorfkirche Mertensdorf steht in
Mertensdorf, einem Ortsteil der Gemeinde Triglitz im Landkreis Prignitz in Brandenburg. Die Kirche gehört zum Kirchenkreis Prignitz der Evangelischen Kirche Berlin-Brandenburg-schlesische Oberlausitz.

## Beschreibung
Die Fachwerkkirche, deren Gefache mit Backsteinen ausgefüllt sind, wurde im 18. Jahrhundert erbaut. Sie besteht aus einem Langhaus, das mit einem Satteldach bedeckt und im Osten dreiseitig abgeschlossen ist. Das Portal befindet sich im Westen. Westlich steht ein freistehender hölzerner Glockenstuhl, in dem zwei Kirchenglocken hängen.